# Williams FW15C
Der Williams FW15C ist ein Formel-1-Rennwagen, mit dem Williams an der Formel-1-Weltmeisterschaft 1993 teilnahm.
Der Wagen wurde von Adrian Newey entworfen und von einem Renault-V10-Motor angetrieben. Die Piloten waren der Brite Damon Hill und der Franzose Alain Prost.

## Lackierung und Sponsoring
Die Grundfarben des FW15C waren Weiß und Blau, dazu Gelb rund um das Cockpit. Zum letzten Mal fungierte Canon als Sponsor, im Laufe der Saison kam Sega dazu.

## Resultate
| Fahrer                          | Nr.                             | 1   | 2   | 3 | 4   | 5   | 6 | 7 | 8 | 9   | 10 | 11 | 12 | 13 | 14 | 15 | 16 | Punkte | Rang |
| ------------------------------- | ------------------------------- | --- | --- | - | --- | --- | - | - | - | --- | -- | -- | -- | -- | -- | -- | -- | ------ | ---- |
| Formel-1-Weltmeisterschaft 1993 | Formel-1-Weltmeisterschaft 1993 |     |     |   |     |     |   |   |   |     |    |    |    |    |    |    |    | 168    | 1.   |
| Damon Hill                      | 0                               | DNF | 2   | 2 | DNF | DNF | 2 | 3 | 2 | DNF | 15 | 1  | 1  | 1  | 3  | 4  | 3  | 168    | 1.   |
| Alain Prost                     | 02                              | 1   | DNF | 3 | 1   | 1   | 4 | 1 | 1 | 1   | 1  | 12 | 3  | 12 | 2  | 2  | 2  | 168    | 1.   |

| Legende  | Legende            | Legende                                                          |
| Farbe    | Abkürzung          | Bedeutung                                                        |
| -------- | ------------------ | ---------------------------------------------------------------- |
| Gold     | –                  | Sieg                                                             |
| Silber   | –                  | 2. Platz                                                         |
| Bronze   | –                  | 3. Platz                                                         |
| Grün     | –                  | Platzierung in den Punkten                                       |
| Blau     | –                  | Klassifiziert außerhalb der Punkteränge                          |
| Violett  | DNF                | Rennen nicht beendet (did not finish)                            |
| Violett  | NC                 | nicht klassifiziert (not classified)                             |
| Rot      | DNQ                | nicht qualifiziert (did not qualify)                             |
| Rot      | DNPQ               | in Vorqualifikation gescheitert (did not pre-qualify)            |
| Schwarz  | DSQ                | disqualifiziert (disqualified)                                   |
| Weiß     | DNS                | nicht am Start (did not start)                                   |
| Weiß     | WD                 | zurückgezogen (withdrawn)                                        |
| Hellblau | PO                 | nur am Training teilgenommen (practiced only)                    |
| Hellblau | TD                 | Freitags-Testfahrer (test driver)                                |
| ohne     | DNP                | nicht am Training teilgenommen (did not practice)                |
| ohne     | INJ                | verletzt oder krank (injured)                                    |
| ohne     | EX                 | ausgeschlossen (excluded)                                        |
| ohne     | DNA                | nicht erschienen (did not arrive)                                |
| ohne     | C                  | Rennen abgesagt (cancelled)                                      |
| ohne     | keine WM-Teilnahme |                                                                  |
| sonstige | P/fett             | Pole-Position                                                    |
| sonstige | 1/2/3/4/5/6/7/8    | Punktplatzierung im Sprint-/Qualifikationsrennen                 |
| sonstige | SR/kursiv          | Schnellste Rennrunde                                             |
| sonstige | *                  | nicht im Ziel, aufgrund der zurückgelegten Distanz aber gewertet |
| sonstige | ()                 | Streichresultate                                                 |
| sonstige | unterstrichen      | Führender in der Gesamtwertung                                   |